# Грейам (остров)
Грейам (англ. Graham Island) — крупнейший остров в архипелаге Хайда-Гуаи (более известный как Острова Королевы Шарлотты).

## География
Территориально остров относится к провинции Британская Колумбия. Площадь острова составляет 6 361 км². Он занимает 101ое место по площади в мире и 22ое в Канаде. Длина береговой линии составляет 1106 км. Расположен на севере архипелага, от лежащего южнее острова Морсби отделён лишь узким проливом Картрайт. С запада омывается Тихим океаном, с севера проливом Диксон-Энтранс, с востока проливом Хекате, отделяющим остров от материка. Крайняя северо-восточная точка — Роуз-Пойнт, крайняя северо-западная точка — мыс Нокс, близ которого находится небольшой остров Лангара
Климат на острове умеренный и очень влажный, благоприятный для роста покрывающих его хвойных лесов. Западная часть острова гористая, северо-восточная — низменная, далеко в глубине низменности находится внутренняя бухта Массет, соединённая узким проливом с Диксон-Энтранс. На северо-востоке острова расположен и провинциальный парк Найкун.

## История
Остров открыт и нанесен на карту испанской экспедицией Х. Переса в 1774 году. Назван в 1853 году командиром HMS Virago Джеймсом Чарльзом Прево в честь лорда Джеймса Грэхэма, в то время Первого Лорда Адмиралтейства Великобритании. По археологическим данным задолго до появления европейцев, примерно 6-8 тысяч лет назад, на острове проживали хайда. В настоящее время хайда компактно проживают в посёлке Массет на северном побережье острова (северные хайда) и в посёлке Скидегейт на южном побережье (центральные и южные хайда).